# Keiji Fujiwara
Pour les articles homonymes, voir Fujiwara (homonyme).
Keiji Fujiwara (藤原 啓治, Fujiwara Keiji) est un seiyū né le 5 octobre 1964 à Tōkyō et mort le 12 avril 2020 dans la même ville des suites d'un cancer,. Il a près de 100 rôles à son actif.

## Rôles
- Aquarion Evol : Fudô Zen
- Ao no Exorcist : Shiro Fujimoto
- League of Legends : Maître Yi
- Baccano : Ladd Russo
- Black cat : Sven Volfield
- Blood+ : Nathan
- Death Note : Shuichi Aizawa
- Durarara!! : Kinnosuke Kuzuhara
- Dr.Stone : Ishigami Byakuya
- Eureka Seven : Holland
- Final Fantasy VII: Advent Children : Reno
- Fullmetal Alchemist : Maes Hugues
- Galaxy Angel : Commandant Volcott
- Gintama : Zenzō Hattori
- Gundam 00 : Ali al Saachez
- Hachimitsu to clover : Shūji Hanamoto
- Hajime no Ippo : Tatsuya Kimura
- Hikaru no go : Seiji Ogata
- Hunter × Hunter : Leolio
- HeartCatch PreCure! : Baron Salamander (Film uniquement)
- Initial D : Shingo Shōji
- JoJo's Bizarre Adventure : Esidisi
- Kaitou Sentai Lupinranger VS Keisatsu Sentai Patranger : Jackpot Striker
- Kashimashi ~girl meets girl~ : Sora Hitoshi
- Les 12 royaumes : Saku Gyōsō
- Macross 7 : Leader
- Marvel Anime : Iron Man : Iron Man/Tony Stark
- Naruto : Raiga Kurosuke
- One Piece : Ryokugyu
- Phantasy Star Portable 2 : Crouch Müller
- Pokémon Générations : Beladonis
- Psycho-Pass 2 : Togane Sakuya
- Sengoku Basara : Matsunaga Hisahide
- Shingeki no Kyojin : Captain Hannes
- Stellvia : Jinrai Shirogane
- The Tatami Galaxy : Seitaro Higuchi
- Tiger & Bunny : Jake Martinez
- To aru majutsu no Index II : Kihara Amata
- Tokumei Sentai Go-Busters : Cheeda Nick
- Transformers Armada : Devastor

Il était également le seiyū attitré de Robert Downey Jr. depuis Iron Man en 2008.
•The God ofHhigh School : le président de USA

## Jeux vidéo
- Call of Duty: Modern Warfare 3 : Vladimir Makarov
- Kingdom Hearts : Axel, Lea
- Marvel: Ultimate Alliance 2 : Iron Man
- Castlevania: Lords of Shadow : Gabriel Belmont
- League of Legends : Maître Yi, Garen
- Yakuza Zero : Homare Nishitani
- Final Fantasy XV : Ardyn Izunia
- Keio Flying Squadron 2 : le premier sumotori, Funny Face #3, Benkei Musashibō et le cardinal Xavier
- Final Fantasy VII Remake : Reno
- Granblue Fantasy : Eugen
- Xenoblade Chronicles X : Lao Huang
- Super Smash Bros. for Nintendo 3DS/ for Wii U : Mewtwo
- Super Smash Bros. Ultimate : Mewtwo